# Pyrrhopappus
Pyrrhopappus es un género  de plantas herbáceas perteneciente a la familia Asteraceae. Es originaria de  Norteamérica. El género fue descrito por Augustin Pyrame de Candolle y publicado en Prodromus Systematis Naturalis Regni Vegetabilis 7(1): 144, en el año 1838.  La especie tipo es Pyrrhopappus carolinianus (Walter) DC.

## Descripción
Son plantas herbáceas anuales o perennes, alcanzan los 5-100 + cm de altura; con raíces rizomatosas. Tallos generalmente 1, a veces 2-5 +, erguidos, ramificados. Las hojas basales o basales y caulinares, pecioladas ± basal, las distales generalmente sésiles; las hojas son oblongas, elípticas u ovadas a lanceoladas o lineales, bordes enteros o dentados a pinnado-lobuladas (caras por lo general glabras). Las corolas de color amarillo a blanquecino. Cipselas de color marrón rojizo. 

## Especies
1. Pyrrhopappus carolinianus (Walter) DC., Prodr. 7: 144. 1838
2. Pyrrhopappus geiseri Shinners in Field & Lab. 19: 81. 1951
3. Pyrrhopappus georgianus Shinners in Field & Lab. 21: 93. 1953
4. Pyrrhopappus grandiflorus (Nutt.) Nutt. in Trans. Amer. Philos. Soc. ser. 2, 7: 430. 1841
5. Pyrrhopappus hochstetteri A.Rich., Tent. Fl. Abyss. 1: 463. 1848
6. Pyrrhopappus humilis A. Rich., Tent. Fl. Abyss. 1: 463. 1848
7. Pyrrhopappus multicaulis DC., Prodr. 7: 144. 1838
8. Pyrrhopappus pauciflorus (D.Don) DC., Prodr. 7: 144. 1838
9. Pyrrhopappus rothrockii A.Gray in Proc. Amer. Acad. Arts 11: 80. 1876
10. Pyrrhopappus scaposus DC., Prodr. 7: 144. 1838
11. Pyrrhopappus sessaeanus (D. Don) DC., Prodr. 7: 144. 1838
12. Pyrrhopappus taraxacoides DC., Prodr. 7: 145. 1838